# Кампулунђанка (Бузау)
Кампулунђанка (рум. Câmpulungeanca) насеље је у Румунији у округу Бузау у општини Маргаритешти. Oпштина се налази на надморској висини од 407 m.

## Становништво
Према подацима из 2002. године у насељу је живело 276 становника, од којих су сви румунске националности.